# Valerie Pachner
Valerie Pachner (* 26. června 1987 Wels) je rakouská herečka.

## Životopis
Vyrůstala v rakouském Bad Schallerbachu a v letech 2009–2013 studovala herectví na škole Maxe Reinhardta ve Vídni. Poté byla až do roku 2017 členkou hereckého souboru Residenztheater v Mnichově pod vedením uměleckého šéfa Martina Kušeje. Za své divadelní role byla v roce 2016 dvakrát oceněna.
V roce 2015 si zahrála hlavní ženskou roli ve filmu Bad Luck, který byl nominován na cenu Maxe Ophülse. Poté se objevila v životopisných filmech Jack a Před ranními červánky. Ve druhém zmiňovaném ztvárnila nevlastní dceru Stefana Zweiga. Za ztvárnění Wally Neuzil, múzy Egona Schieleho, ve filmu Dietera Bernera Egon Schiele, získala Rakouskou filmovou cenu a cenu Romy.
V roce 2019 byl film Půda pod nohama vybrán do soutěže o Zlatého medvěda na 69. ročníku Mezinárodního filmového festivalu v Berlíně. Výkon Pachner, která ztvárnila hlavní roli, byl oceněn mezinárodní kritikou a vynesl jí tři ceny, včetně Německé herecké ceny pro nejlepší herečku. Ve stejném roce měl na 72. ročníku Filmového festivalu v Cannes premiéru film Na prahu války, kde rovněž ztvárnila hlavní roli. Server IndieWire označil její výkon za jeden z nejlepších hereckých výkonů roku 2019. V roce 2021 si zahrála Matu Hari v akčním snímku Kingsman: První mise.

## Filmografie

### Film
| Rok  | Název                               | Role                   |
| ---- | ----------------------------------- | ---------------------- |
| 2015 | Bad Luck                            | Dagmar                 |
| 2015 | Jack                                | Marlene                |
| 2016 | Před ranními červánky               | Alix Störk             |
| 2016 | Egon Schiele                        | Wally Neuzil           |
| 2019 | Půda pod nohama                     | Lola Wegenstein        |
| 2019 | Všechna moje láska                  | Klara                  |
| 2019 | Na prahu války                      | Franziska Jägerstätter |
| 2021 | Kingsman: První mise                | Mata Hari              |
| 2021 | Another Coin for the Merry-Go-Round | Anna                   |

### Televize
| Rok           | Název               | Role         | Poznámky            |
| ------------- | ------------------- | ------------ | ------------------- |
| 2019          | Bauhaus – Nová doba | Gunta Stölzl | televizní seriál    |
| bude oznámeno | The English         |              | připravovaný seriál |